# Redcar
Redcar je město na severovýchodě Anglie v hrabství Severní Yorkshire na pobřeží Severního moře. K roku 2001 mělo 36 610 obyvatel.

## Osobnosti
- David Coverdale, zpěvák skupin Deep Purple a Whitesnake, žil v mládí v Redcaru.

### Rodáci
- Pete York, bubeník skupiny Spencer Davis Group
- Chris Norman, zakládající člen a bývalý zpěvák skupiny Smokie